# Der Bunte Berg bei Eberschütz
Der Bunte Berg bei Eberschütz este o arie protejată (arie specială de conservare — SAC, sit de importanță comunitară — SCI) din Germania întinsă pe o suprafață de 31,69 ha, integral pe uscat.

## Localizare
Centrul sitului Der Bunte Berg bei Eberschütz este situat la coordonatele 51°32′28″N 9°20′30″E / 51.5411°N 9.3417°E.

## Înființare
Situl Der Bunte Berg bei Eberschütz a fost declarat sit de importanță comunitară în aprilie 1999 pentru a proteja 2 specii de animale. Situl a fost protejat și ca arie specială de conservare în martie 2008.

## Biodiversitate
Situată în ecoregiunea continentală, aria protejată conține 5 habitate naturale: Formațiuni de Juniperus communis pe lande sau pajiști calcaroase, Pajiști carstice calcaroase sau bazofile, de Alysso-Sedion albi, Pajiști uscate seminaturale și facies de acoperire cu tufișuri pe substraturi calcaroase (Festuco-Brometalia) (* situri importante pentru orhidee), Grohotișuri medio-europene calcaroase, de la nivel colinar și montan, Păduri de fag Asperulo-Fagetum.
La baza desemnării sitului se află mai multe specii protejate de  păsări (2): sfrâncioc roșiatic (Lanius collurio), silvie de câmp (Sylvia communis).
Pe lângă speciile protejate, pe teritoriul sitului au mai fost identificate 16 specii de plante, 39 de specii de nevertebrate, 1 specie de reptile.